# 饒廷選
饒廷選（？年—1861年），字枚臣。福建省福州府侯官縣人，清朝軍事人物。

## 經歷
行伍出身，累升千總。道光中，從剿台灣有功，擢守備。從水師提督竇振彪出洋擒海盜，擢漳州營都司。遷游擊，治匪無株連，得民心。
咸豐三年，饒廷選奉檄赴詔安治械鬥，而潮州會匪襲漳州，伏兵於城中突起，鎮道皆遇害。廷選聞變，間道馳還，號召鄉民千餘，城民應之。賊遁，旋復大至。廷選率鄉團固守，迭戰破賊，擒賊首謝厚等，遂署漳州鎮總兵。外剿內撫，期年始平。總督王懿德薦其才可大用，四年，授貴州安義鎮總兵，留署福建陸路提督。
咸豐五年，太平軍攻陷廣信（今江西省上饒市內），浙江戒嚴。饒廷選赴援，扼衢州。尋楚軍克廣信，太平軍知浙境有備，走徽州。六年，太平軍將領楊輔清意圖奪回廣信。廣信兵僅數百，知府沈葆楨馳書告急。廷選方駐甲玉山，值大雨水漲，駛舟急行，當他到達廣信時太平軍已在城西。廷選所部僅千餘人，屢出奇擊敵。既而太平軍大至，部將畢定邦、賴高翔皆勇敢，獻計「當速決死戰」。廷選用其言，次日開城奮擊，自晨至日暮，毀其長圍，軍聲大振。越二日，太平軍退走，賜號西林巴圖魯。閩、浙大吏與江西督防者不慊，檄廷選速回師保浙。廷選待接防兵至始行。
饒廷選在咸豐十年被擢升為浙江提督，次年十一月戰死，追贈太子少保，卹贈騎都尉兼一雲騎尉世職，諡“壯勇”。

## 延伸阅读
[在维基数据编辑]
 《清史稿·卷402》，出自趙爾巽《清史稿》